# Vacherie (Louisiane)
Pour les articles homonymes, voir Vacherie.
Vacherie est une communauté non incorporée  situé dans la localité de Paroisse de St. James, en Louisiane, aux États-Unis. Le nom de l'endroit provient du mot français désignant une étable. Près du secteur se trouve la tour WCKW / KSTE, considéré comme l’une des plus hautes structures sur Terre. 
Le site le plus connu du secteur est la plantation Oak Alley. Il existe plusieurs autres plantations historiques dans la région, comme Laura, Desire, St. Joseph et Felicity. 
Vacherie a été utilisé comme lieu de tournage pour la série télévisée True Detective.

## Personnalités notables
- George T. Oubre, sénateur de Vacherie de 1968 à 1972[2]. Il a couru pour le place de procureur général contre William J. Guste aux élections primaires démocrates de 1971.
- Alfred C. Williams, représentant de l'État de la Louisiane pour la localité du Paroisse de Baton Rouge Est depuis 2015 ; ancien résident de Vacherie[3].

## Sites remarquables
- Plantation Laura